# Крижна Гора (Шкофја Лока)
Крижна Гора (словен. Križna Gora) је насељено место у општини Шкофја Лока, Горењска регија, Словенија.

## Историја
До територијалне реорганизације у Словенији била је у саставу старе општине Шкофја Лока.

## Становништво
У попису становништва из 2011. године, Крижна Гора је имала 101 становника.
| Број становника према пописима | Број становника према пописима | Број становника према пописима |
| ------------------------------ | ------------------------------ | ------------------------------ |
| 1991                           | 2002                           | 2011                           |
| 88                             | 102                            | 101                            |

## Галерија
- унутрашњост цркве
- распеће
- споменик НОБ-у
- поглед на Крижну Гору са Соршког поља